# Meszéna György
Meszéna György (Kiskomárom, 1931. március 13. – Budapest, 2024. szeptember 28.) matematikus, a Budapesti Corvinus Egyetem professor emeritusa.
Oktatási és kutatási tevékenységének középpontjában a matematikai statisztika és a társadalmi-gazdasági folyamatok statisztikai szemléletű modellezése állt. Iskolateremtő tevékenységét jellemzi sok kiváló tanítványa, a körülötte kialakult baráti munkaközösség. A Gazdaságmodellezési Társaságnak (GMT) és elődjének örökös tiszteletbeli elnöke, emellett tagja volt több szakmai folyóirat szerkesztőbizottságának.

## Életpályája
1931-ben született Kiskomáromban, agrár-értelmiségi családban. 

### Tanulmányai
Nyolc gimnáziumot Pannonhalmán végzett. A debreceni Kossuth Lajos Tudományegyetemen 1949–1953 között matematika, fizika, ábrázoló geometria szakos tanári diplomát szerzett, ezalatt demonstrátorként két évig a Matematikai Intézetben dolgozott. 1966-ban a Budapesti Műszaki Egyetemen híradástechnikai szakos villamosmérnöki oklevelet szerzett. 1992 január–május között a Giovanni Agnelli Alapítvány ösztöndíjával Torinóban tett tanulmányutat. 

### Munkahelyei[2]
1953–1957 között a debreceni Fazekas Mihály Gyakorló Gimnáziumban tanított. 1957–1961 között tudományos munkatársi besorolással az MTA debreceni Atommagkutató Intézetében matematikusként végzett kutatómunkát. 1961-ben pályázat útján került az MKKE (Marx Károly Közgazdaságtudományi Egyetem) Matematikai Tanszékére, egyetemi pályája a további évtizedekben is ide kapcsolódott. 
Az 1976-ban létrehozott MSZI (Matematikai és Számítástudományi Intézet) Közgazdasági Alkalmazások Osztályának docensi beosztású vezetője lett. 1992-ben az osztály jogutódjaként alakult Operációkutatási Tanszék vezetőjévé nevezték ki. 1993-ban habilitált és egyetemi tanári kinevezést kapott. 
2001-től a Budapesti Corvinus Egyetem professzor emeritusa volt.

## Oktatói munkássága
Tanszéki oktatómunkája első évtizedében valamennyi matematika alaptárgyat tanította. Ő volt a valószínűségszámítás tárgy első oktatója is. Jelentős szerepet vállalt a terv-matematika szak beindításában, ennek, illetve jogutódainak szakfelelőse is volt. Kezdettől fogva oktatta a matematikai statisztika tárgyat, ő vezette be a sokváltozós statisztika oktatását. Azon kevesek közé tartozott, akik már a hatvanas években felismerték a számítógépek tudományos és gazdasági számításokra történő használatának jelentőségét. 
A számítógépes diszciplína oktatásának beindításában (az elsők között a magyar egyetemeken) is szerepe volt. A terv-matematika szakos hallgatók üzemi gyakorlatait szervezte, számos hallgató készítette nála szakszemináriuma keretében diplomamunkáját. Több évtizedes egyetemi pályafutása alatt munkatársaival együtt mindig figyelemmel kísérte az igényeket, a gyakorlati kutatásokra alapozva fejlesztettek tananyagot például a beruházásgazdaságosság, a gazdasági kockázat és számításának módszerei, a biztosításmatematika, a pénzügyi gondolkodás, a pénzügyi számítások témájában. 
Hosszú ideig tanított esti és levelező tagozaton, a mérnök-közgazdászok matematika oktatásában specifikus tananyagokat alakított ki, melyeket később a közgazdászok továbbképző intézetében is oktatott. A doktori képzés beindításában is szerepet vállalt.

## Kutatói munkássága
Kutatói munkássága a Matematikai és Számítástudományi Intézet alkalmazói tevékenységéhez kapcsolódott. A végzett munkák eredményeit számos tanulmányban, illetve monográfia jellegű könyvekben tették közzé, és az oktatásban is hasznosították. A konkrét vállalati problémákhoz kapcsolódó kutatómunkát több más szerzővel a Döntési Modellek I-II. köteteiben (1967–69) és a Sztochasztikus módszerek a döntés-előkészítésben (1984) tankönyvben jelentette meg.

### Legfontosabb területek
A készletgazdálkodás matematikai modellezési problémáiról szóló készletezési modellek című könyv (1983) magyarul az Akadémiai Kiadónál, angolul a Kluwer kiadónál jelent meg. A gazdasági kockázatról írt könyvük (1976) magyarul és oroszul jelent meg; a beruházás gazdaságosság témakörében megjelent könyv (1985) akadémiai díjat kapott, s a PUMA nemzetközi folyóirat Ser. C. Vol.1. No. 1, 2, 3 számaiban angolul is megjelent. Fontos kiemelni, hogy az Operációkutatás Tanszék (ill. már az Alkalmazási Osztály) keretében létrehozott egy – a sokváltozós statisztika témakörében dolgozó – iskolát, 4 állandó és több – az évek során változó – résztvevővel. Számos szakcikk és könyv (1986, 1997, 2004) jelzi a munka eredményességét.

## Tudományos közéleti tevékenysége

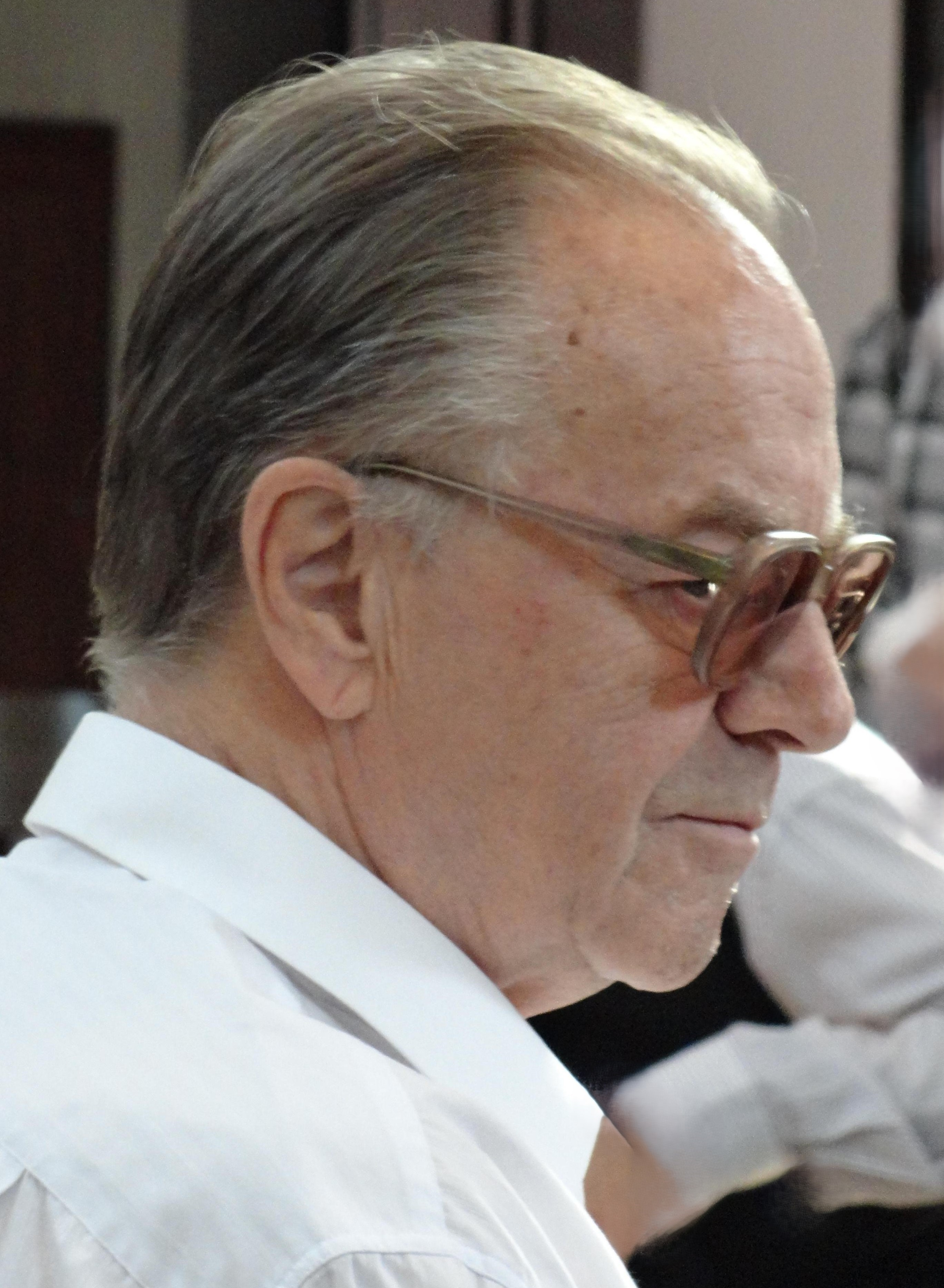
2011-ben (Hujter Mihály felvétele)

A Magyar Közgazdasági Társaság Matematikai-Közgazdasági Szakosztályának húsz éven át volt vezetőségi tagja, hét évig alelnöke illetve elnöke. A Gazdaságmodellezési Társaság  (előző jogutódja) elnöke 1996–2004, 2004-től örökös tiszteletbeli elnöke. A Szigma matematikai közgazdasági folyóirat szerkesztőbizottságának kezdettől fogva tagja. Az Egyetemi Szemle szerkesztőbizottságának egész fennállása alatt tagja volt. A PUMA (Pure Mathematics and Applications) című, a Sienai Egyetemmel közösen indított nemzetközi folyóirat C sorozatát szerkesztette.

## Családja
Felesége, Dr. Mészáros Mária szakorvos (1932–2018) házasságuk 57 éve alatt, munkája mellett is biztosította a nyugodt családi hátteret. Fiaik: Zsolt (1961) és Tamás (1963). 

## Főbb publikációi
- Meszéna György 14 publikációjának az adatai. OSZK. Katalógus.[7]
- Bácskai Tamás–Huszti Ernő–Meszéna György–Mikó Gyula–Szép Jenő: A gazdasági kockázat és mérésének módszerei. Sorozat: Korszerű matematikai ismeretek gazdasági szakemberek számára. KJK Bp. 1976. (216 p.) Orosz nyelvű kiadása: Ekonomika Moszkva 1979.
- Meszéna György–Ziermann Margit: Valószínűségelmélet és matematikai statisztika. Sorozat: Korszerű matematikai ismeretek gazdasági szakemberek számára.  KJK Bp. 1981. (554 p.)
- Éltető Ödön–Meszéna György–Ziermann Margit: Sztochasztikus módszerek és modellek, Sorozat: Korszerű matematikai ismeretek gazdasági szakemberek számára. KJK Bp. 1982. (420 p.)
- Barancsi Éva–Bánki Géza–Borlói Rudolf–Chikán Attila–Kelle Péter–Kulcsár Tamás–Meszéna György: Készletezési modellek. (Szerk. Chikán Attila) KJK Bp. 1983. (539 p.)
- Sztochasztikus módszerek a döntéselőkészítésben. (Szerk. Meszéna György) Tankönyvkiadó, Bp. 1984. (252 p.)
- Módszerek a beruházási tevékenység kvantitatív elemzéséhez. (Szerk. Meszéna György) Akadémiai Kiadó, Bp. 1985. (207 p.) Angol fordítása megjelent a P.U.M.A. nemzetközi folyóirat Ser.C. Vol.1.  No. 1,2,3 1990 számaiban.
- Füstös László–Meszéna György–Simonné Mosolygó Nóra: A sokváltozós adatelemzés statisztikai módszerei, Akadémiai Kiadó, Bp. 1986. (526 p.)
- Pénzügyi számítások, (Szerk. Meszéna György), ECONOMIX Kiadó, Bp. 1989. (131 p)
- Operációkutatás II. (Szerk. dr. Csernyák László), Tankönyvkiadó, Bp. 1990. 4. fejezet: Szimuláció (Meszéna György), 165–208 old.
- Inventory Models by Éva Barancsi, Géza Báki, Rudolf Borlói, Attila Chikán, Péter Kelle, Tamás Kulcsár and György Meszéna, (editor: Attila Chikán), Akadémiai Kiadó, Bp. 1990 and Kluwer Akademic Publishers, Dordrecht, The Netherlands, (419 p.)
- Füstös László–Meszéna György–Simonné Mosolygó Nóra: Térstatisztika, AULA Kiadó, Bp. 1997. (246 p.)
- Füstös László–Kovács Erzsébet–Meszéna György–Simonné Mosolygó Nóra: Alakfelismerés, Új Mandátum Kiadó, Budapest, 2004. (644 p.)

## Díjai, elismerései
- 1972 Tervezési emlékplakett (OT elnöke)
- 1972 Tudományos diákkörökben végzett kiemelkedő oktató-nevelő munkájáért oklevél (Művelődési Minisztérium)
- 1979 Kiváló Munkáért kitüntető jelvény (Minisztertanács)
- 1985 Munka Érdemrend bronz fokozata (Elnöki Tanács)
- 2000 Krekó Béla-díj (Gazdaságmodellezési Társaság)
- 2001 Szent-Györgyi Albert-díj (Művelődési és Közoktatásügyi Minisztérium)
- 2007 Egerváry Jenő-emlékplakett (Magyar Operációkutatási Társaság)